# Emily Fox
Emily Ann Fox (Ashburn, Virginia; 5 de julio de 1998) es una futbolista estadounidense. Juega como defensora para el Arsenal de la Women's Super League de Inglaterra y para la selección de Estados Unidos.

## Trayectoria

### Fútbol universitario
En 2017, Fox hizo de titular en los primeros 13 partidos de su temporada debut con el North Carolina Tar Heels antes de sufrir un desgarro del ligamento cruzado anterior, perdiéndose el resto de la temporada. Ese año fue incluida en el mejor once de novatas.
De regreso en el once inicial en 2018, se la vio de titular en 18 partidos consecutivos. Debido a su convocatoria a la selección de los Estados Unidos en noviembre del mismo año, se perdió las semifinales y la final del Torneo de la ACC, así como la primera ronda del Torneo de la NCAA. Las Tar Heels llegaron a la final de la Copa Universitaria de 2018, donde cayeron por la mínima ante el Florida State Seminoles. Fox cerró el año siendo incluida en el mejor once de su conferencia.

### Debut profesional

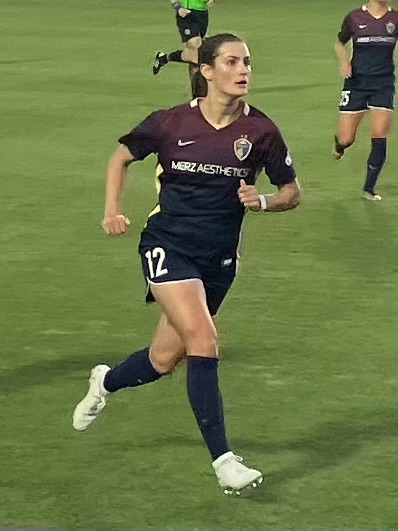
Fox jugando para el North Carolina Courage en 2023.

Fox fue elegida en primer lugar en el Draft de la NWSL de 2021 por el recién creado Racing Louisville FC. Rápidamente se convirtió en una jugadora indispensable en el once inicial del equipo, siendo titular en 22 de sus 23 partidos y jugando más minutos que cualquier otra novata de la NWSL. Lideró la liga en intercepciones, con 115, y fue finalista del premio a la Novata del Año de la NWSL. De cara a la temporada 2022, la defensora fue nombrada como una de las cuatro capitanas del equipo.
En enero de 2023, se unió al North Carolina Courage. Al siguiente año fue contratada por el Arsenal de Inglaterra.

## Selección nacional

### Categorías menores
En 2015, Fox fue convocada al sub-20 de Estados Unidos para disputar el Campeonato Sub-20 de la Concacaf de 2015. Marcó un gol en el partido inaugural del torneo, un empate 2-2 ante México, y jugó todos los encuentros del certamen que Estados Unidos conquistó por quinta vez en su historia. Al año siguiente se la vio en la plantilla que participó de la Copa Mundial Sub-20 de 2016. Pisó la cancha en los 6 partidos de su país y se despidió del torneo con un cuarto puesto tras perder por la mínima el duelo por el bronce ante Japón.
Fox no participó en el Campeonato Sub-20 de Concacaf de 2018 porque aún se estaba recuperando de su lesión en el ligamento cruzado anterior. Regresó a las canchas a tiempo para la Copa Mundial Sub-20 de 2018, donde sólo disputó un partido en un torneo decepcionante para las yanquis quienes no superaron la fase de grupos.

### Selección absoluta
Su debut internacional absoluto ocurrió el 8 de noviembre de 2018 cuando fue titular como lateral derecha en un amistoso contra Portugal. La defensora también estuvo en el once inicial cinco días después contra Escocia.
Se la vio disputando la Copa SheBelieves 2019 en reemplazo de Danielle Colaprico quien tuvo que retirarse de la convocatoria debido a una lesión.

## Estadísticas

### Clubes
| Club                   | País           | Año       |
| ---------------------- | -------------- | --------- |
| Racing Louisville FC   | Estados Unidos | 2021-2022 |
| North Carolina Courage | Estados Unidos | 2023      |
| Arsenal                | Inglaterra     | 2024-act. |

## Palmarés

### Títulos internacionales
| Título                             | Equipo           | Sede   | Año  |
| ---------------------------------- | ---------------- | ------ | ---- |
| Campeonato Femenino de la Concacaf | Estados Unidos   | México | 2022 |
| Juegos Olímpicos                   | Estados Unidos   | París  | 2024 |
| Liga de Campeones                  | Arsenal W. F. C. | Lisboa | 2025 |

(*) Incluyendo la Selección